# Lucienne Nahmias
Lucienne Nahmias (Parigi, 24 maggio 1911 – Neuilly-sur-Seine, 3 luglio 1969) è stata una modella francese, vincitrice del titolo di Miss Paris 1931 e Miss Francia 1931.
È stata la nona vincitrice del concorso, eletta Miss Francia a Parigi.